# In arte libertas

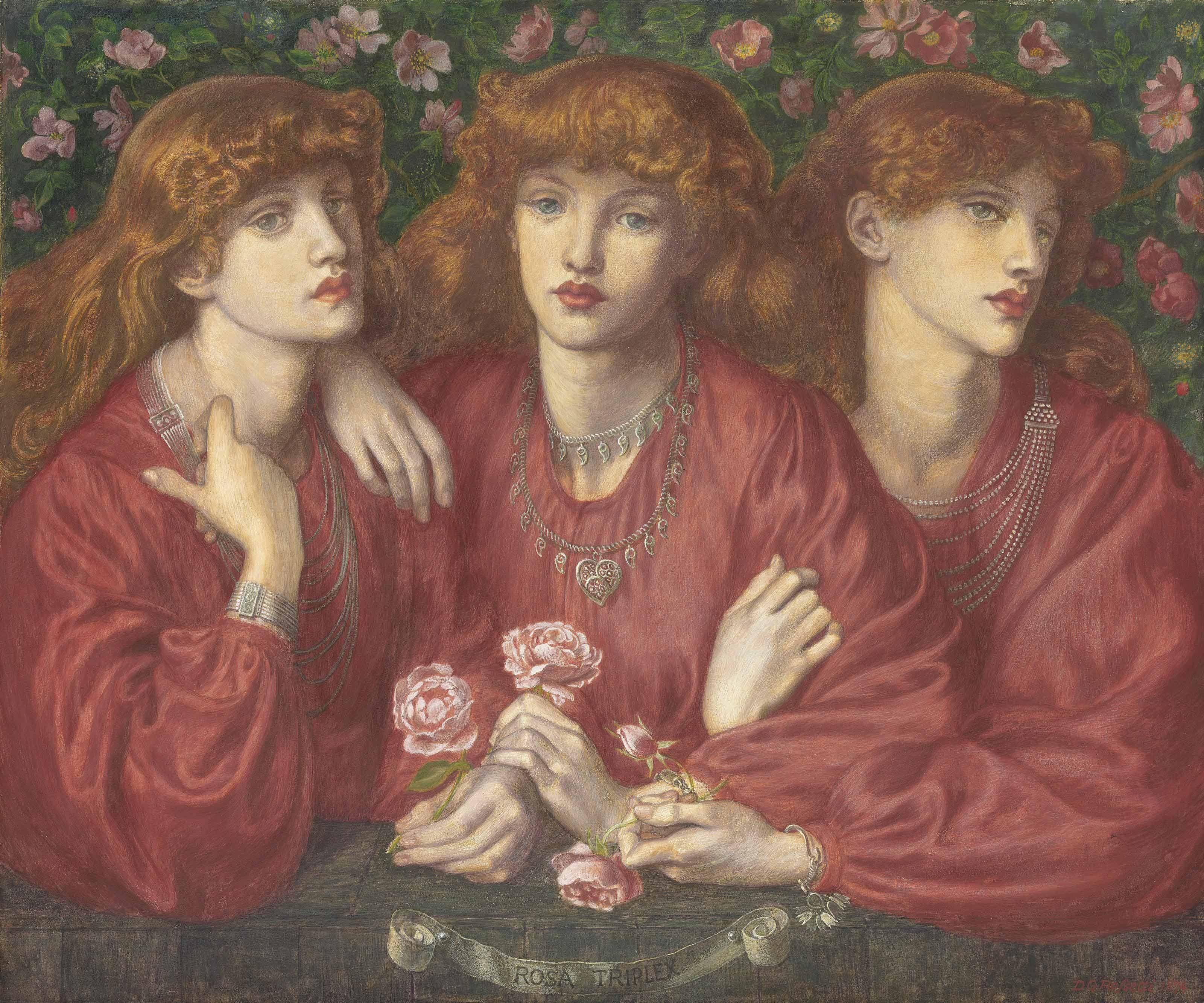
Dante Gabriele Rossetti
Rosa Triplex, 1874

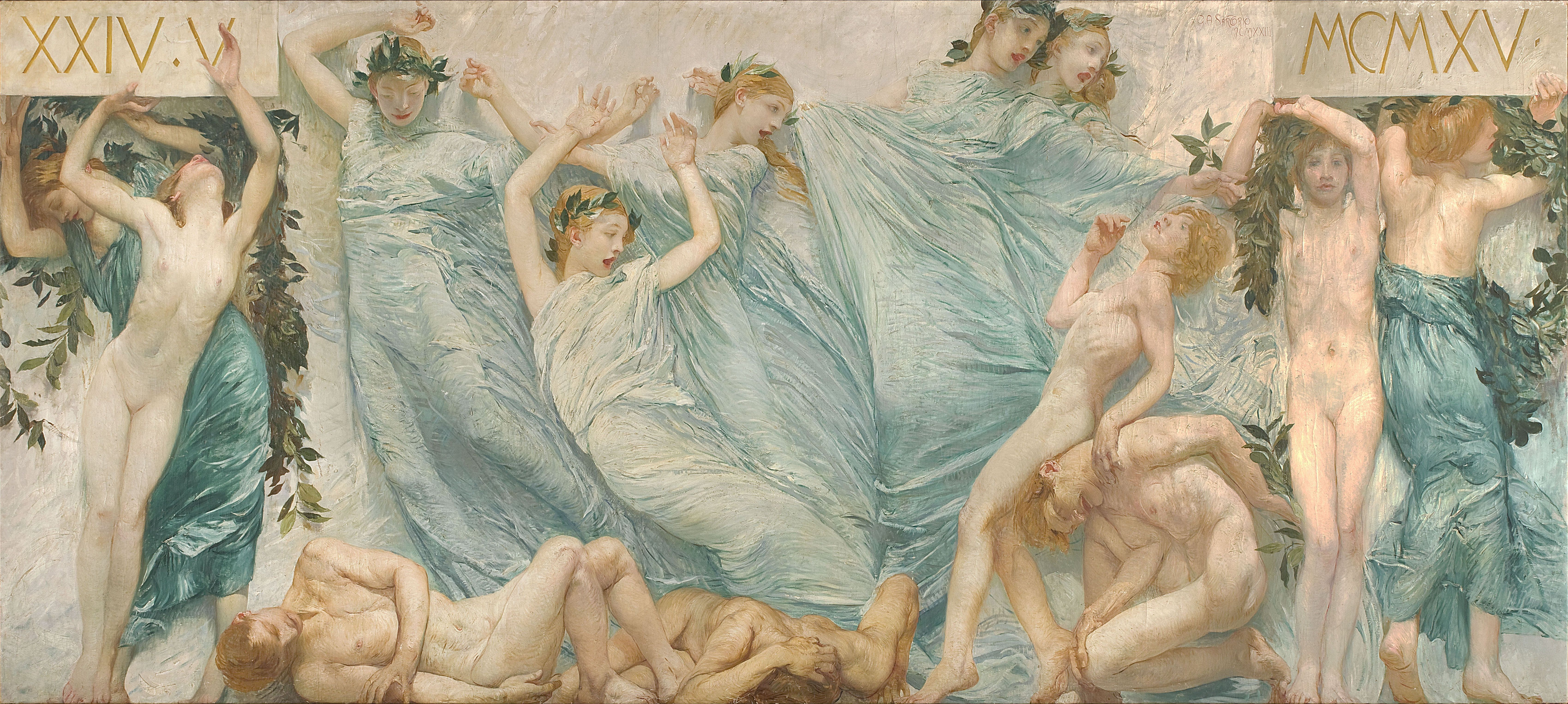
Giulio Aristide Sartorio
Risveglio

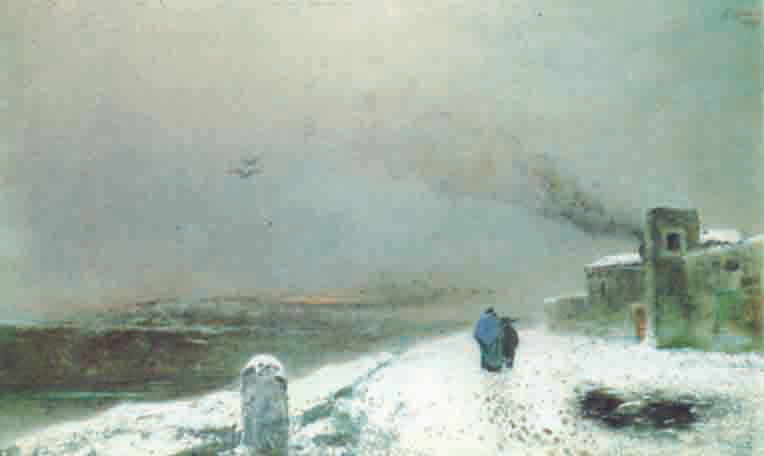
Vincenzo Cabianca
Nevi Romane

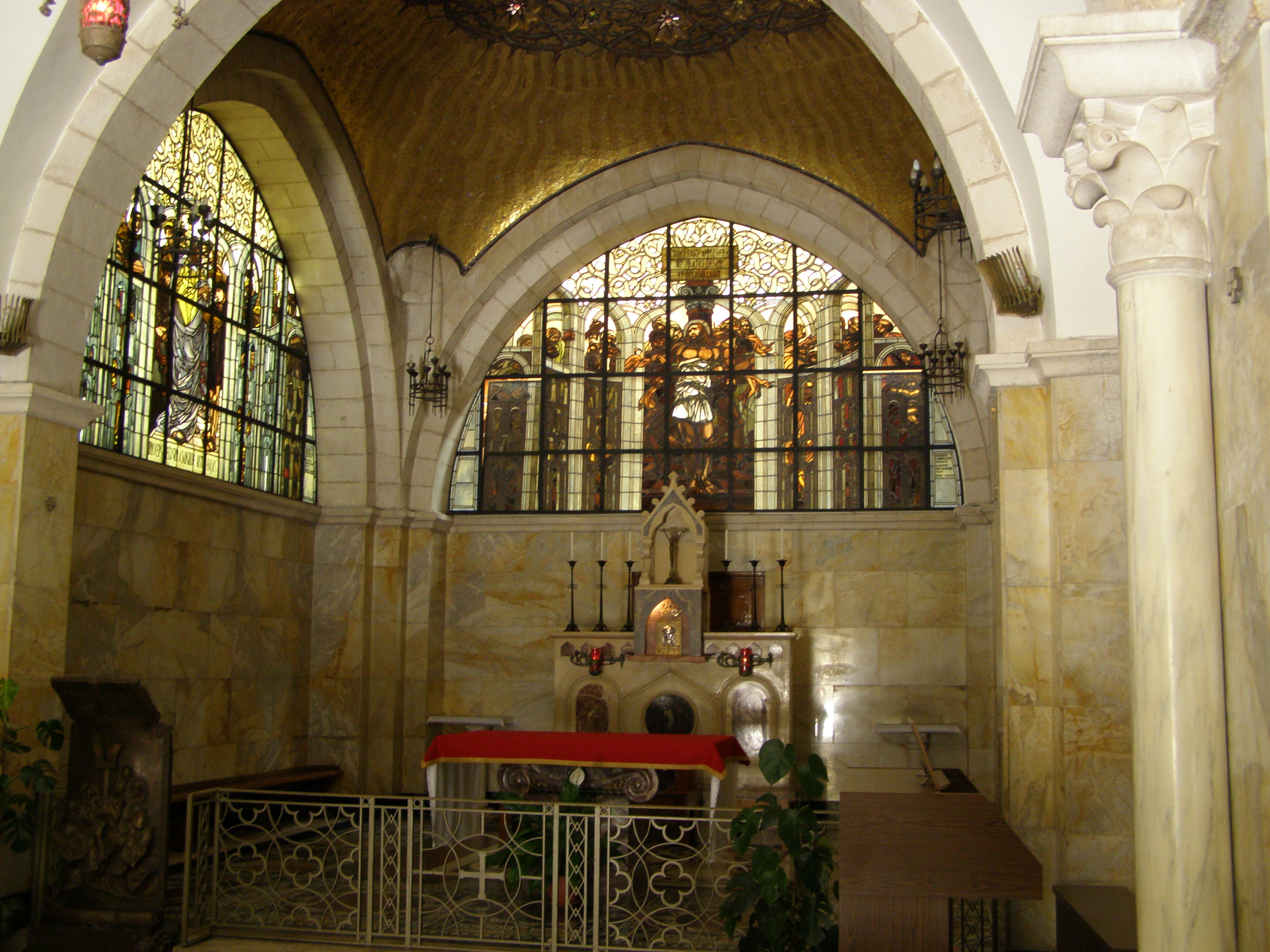
Duilio Cambellotti
Gerusalemme, Chiesa della Flagellazione

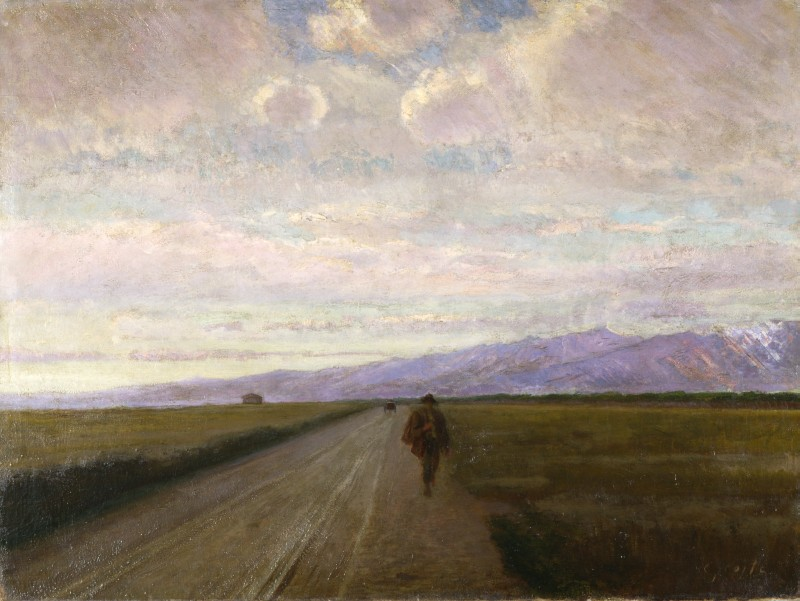
Nino Costa
Strada in pianura

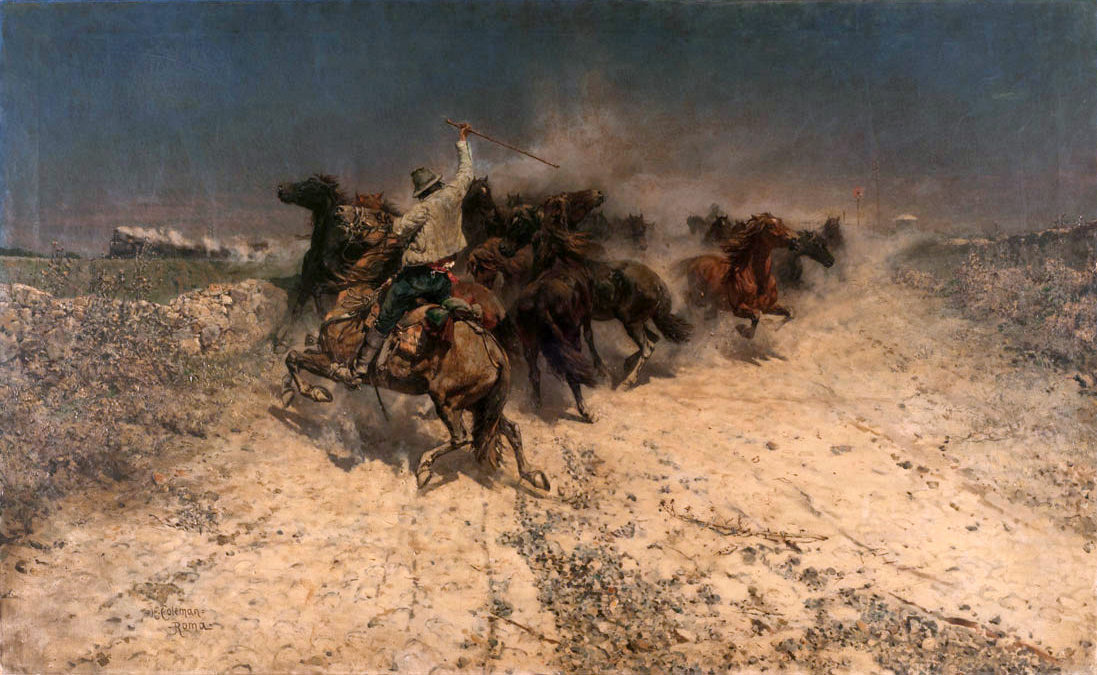
Enrico Coleman
Timor panico

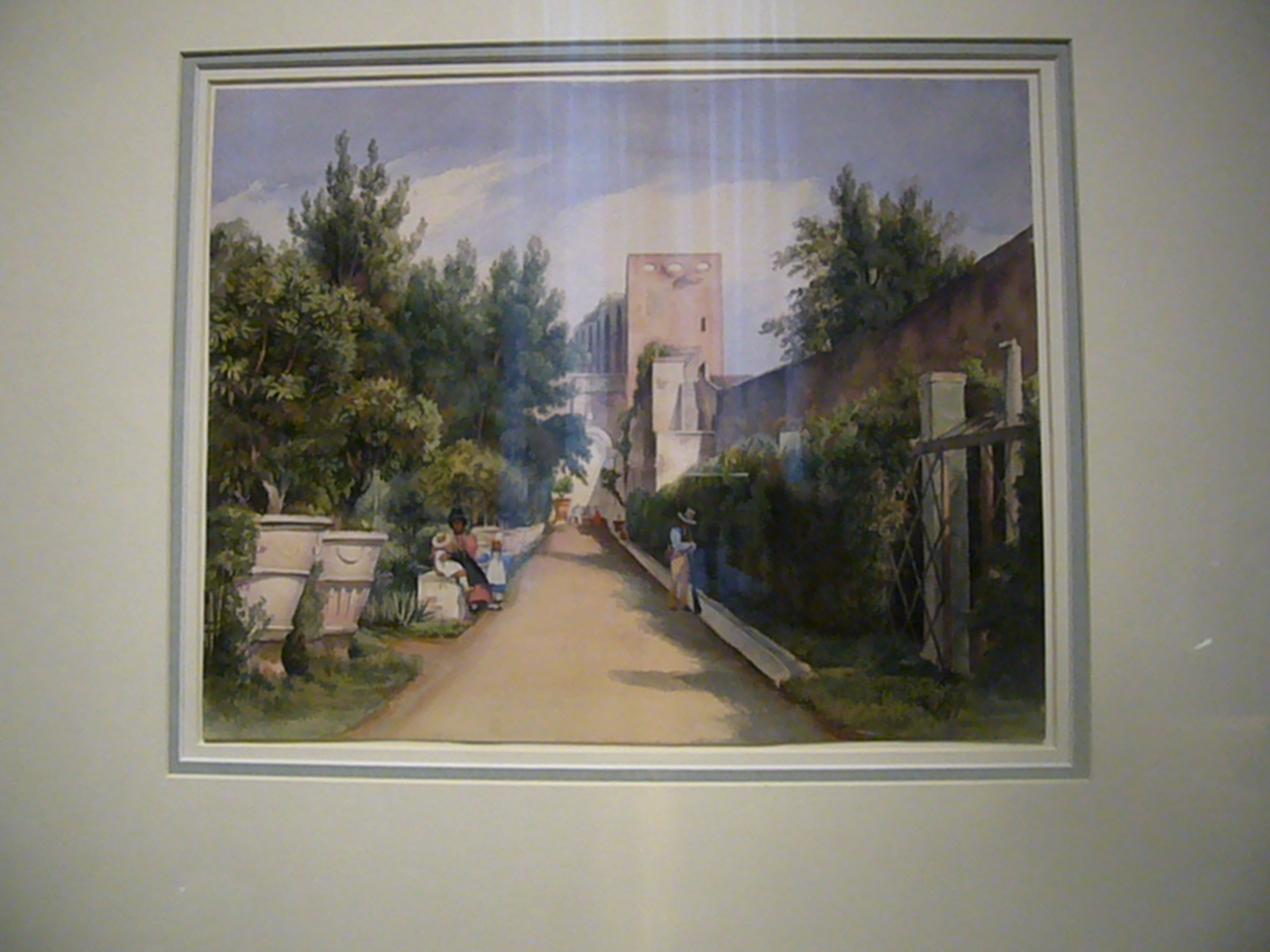
Alessandro Castelli
Villa Paolina, aranciera, ca. 1835

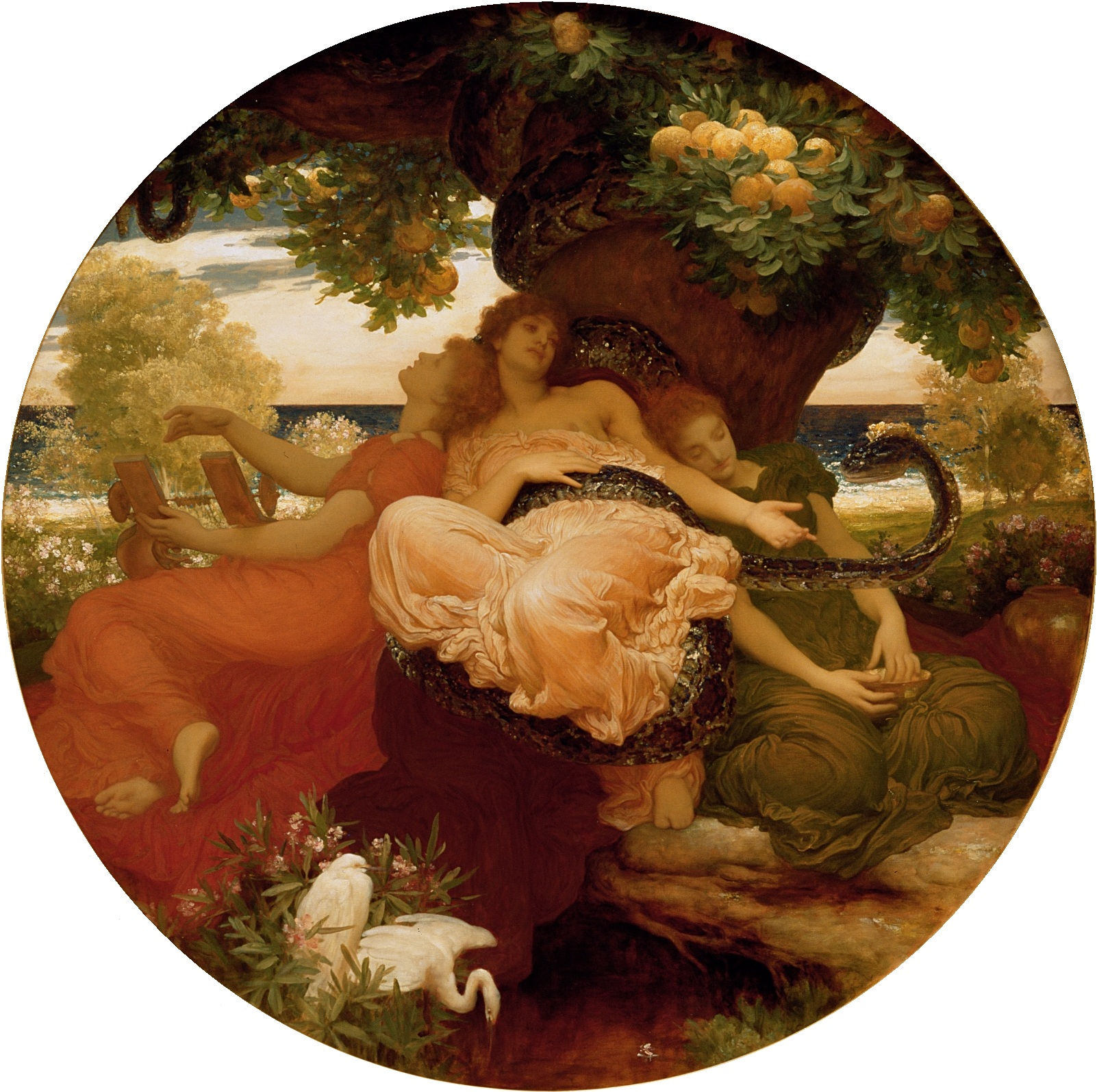
Frederic Leighton
The Garden of the Hesperides

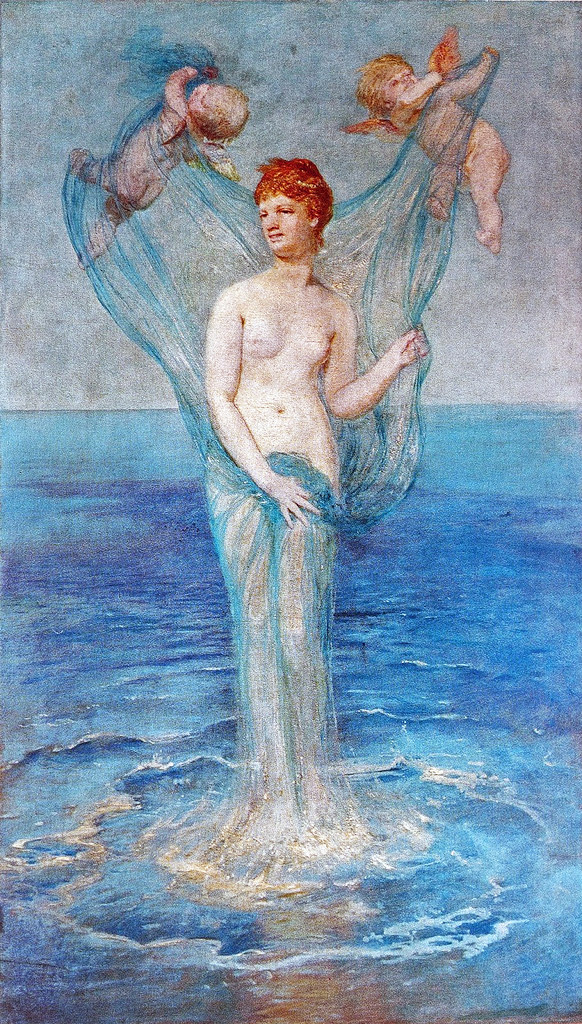
Arnold Böcklin
Nascita di Venere

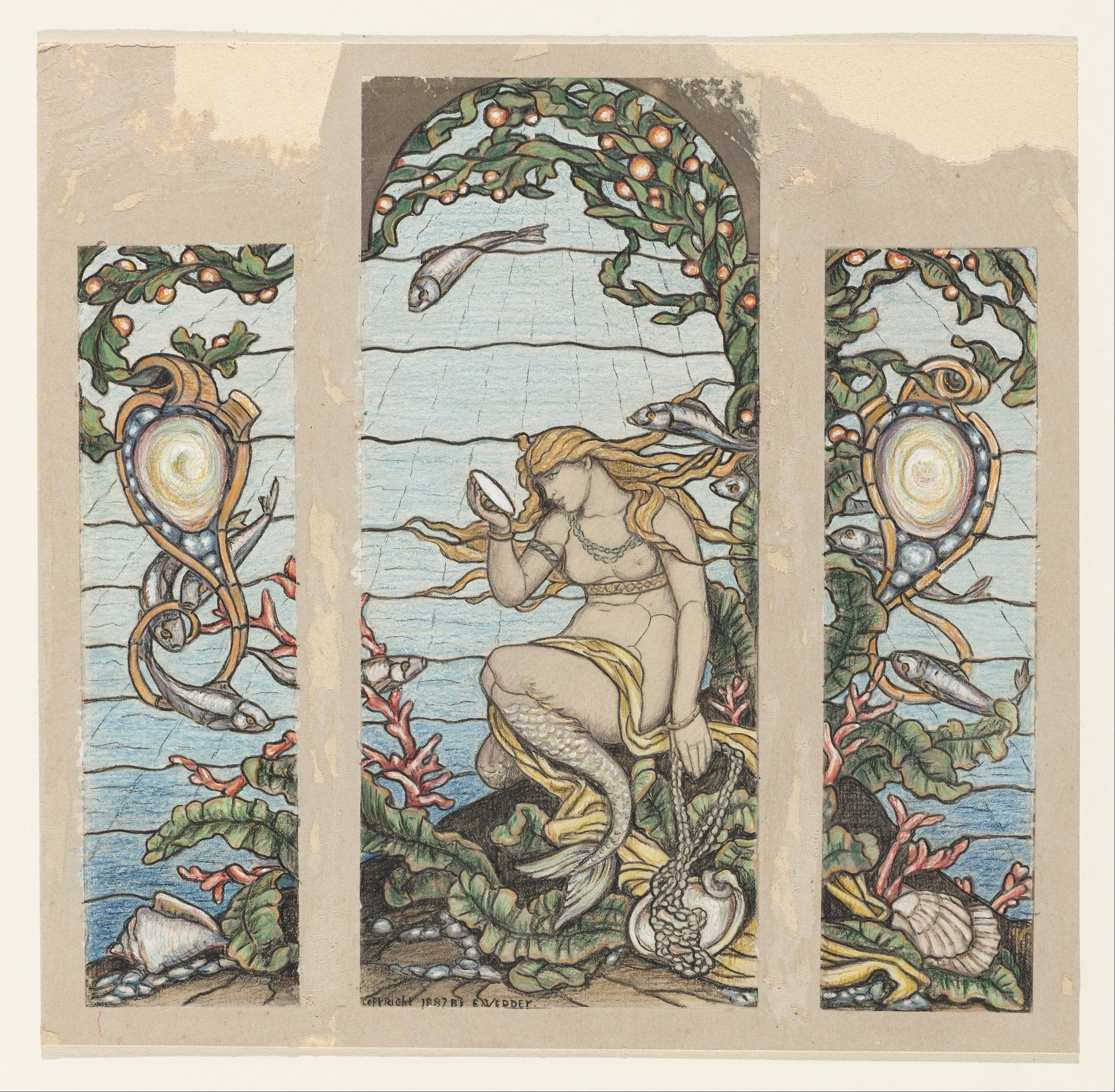
Elihu Vedder
The Mermaid Window

L'associazione In arte libertas è stata fondata nel 1886, a Roma, dal pittore romano Nino Costa e da Giulio Aristide Sartorio.

## Storia
Nino Costa e Giulio Aristide Sartorio raccolsero intorno ad una nuova proposta un gruppo di artisti che volevano superare le strettoie dell'arte accademica e approdare a una rappresentazione più libera della natura. Il movimento nacque quindi in polemica con l'arte ufficiale, giudicata fredda e ripetitiva e condizionata dal mondo politico. Gli artisti che si riconoscevano nella associazione In arte libertas erano sensibili ai valori sociali e documentari dell'arte, anticipando in qualche modo alcune avanguardie del Novecento. Essi avvertivano che la loro arte volava in sfere più alte e complesse, rispetto al mondo stantio della didattica.
Intorno al 1870 fioriva a Roma anche uno stile imposto da Mariano Fortuny, un po' manierato e lezioso, eseguito in studio e denominato Settecentismo: si dipingevano moschettieri nelle taverne, conti, marchesi e cavalieri con spadini e parrucche, graziose damine. Lo stile incontrava il gusto dei ricchi turisti francesi e spagnoli. Si sfiorò il grottesco, tra i pittori meno dotati, con particolari sfavillanti e con acceso cromatismo. Costa lanciò allora la nuova spinta programmatica: andare in campagna, con tavolozza, colori e cavalletto. Serafino De Tivoli aveva già assorbito la pittura macchiaiola, durante il suo soggiorno fiorentino. Ora bisognava riscoprire la Campagna romana, tra i Colli Albani e il Monte Soratte e lì ricomporre la trama di un sogno, sotto l'arco infinito del cielo, accanto alla civiltà contadina.
In Arte Libertas era una novità, formata, secondo Costa: «da un gruppo di intelligenze artistiche, amorose e coscienziose, di nobili sentimenti in tempi bassi per l'arte e il paese, con lo scopo di combattere con l'esempio, facendo esposizioni di lavori delle coscienze mondiali, tutto quello che era ignobile, basso e mercantile.» Aveva il fine «di fare un indirizzo alla gioventù incosciente e fuorviata, che seguiva l'esempio di alcuni stranieri insediatosi a Roma, per l'arte abilissima e commerciale col solo scopo di lucro.»
La pittura doveva cogliere dal vero il soggetto da rappresentare: se il soggetto era un paesaggio era essenziale quindi recarsi sul posto, dimenticando il lavoro in studio sul cavalletto: la pittura en plein air veniva caricata quindi di significati simbolici e liberatori. Il sodalizio In arte libertas fin dal suo sorgere accolse anche artisti stranieri, segno di una visione dell'arte che andava oltre gli schemi e i confini nazionali. Nel sodalizio, oltre agli artisti che volevano cogliere il vero della natura, entrarono così pittori simbolisti e preraffaelliti, in una suggestiva mescolanza di generi, di stili e di sensibilità.
Gli associati si davano appuntamento a Roma, al Caffè Greco, luogo di ritrovo di intellettuali e di artisti, dove si poteva incontrare Gabriele d'Annunzio che, proprio in quel periodo, cercava un gruppo di pittori per realizzare una editio picta della "Isaotta Guttadauro", la sua nuova raccolta poetica. L'opera vedrà la luce nel 1887, con il contributo di Alessandro Morani e con la collaborazione di sette artisti, fra i quali Onorato Carlandi e Giulio Aristide Sartorio. Gli adepti si ritrovarono anche nella Galleria d'Arte di Armando Perera, in via del Babuino o in Gallerie a via Margutta.
In arte libertas non era la prima e innovativa idea di Nino Costa: nel 1870 egli aveva fondato una "Associazione Artistica Internazionale" e nel 1884 la Scuola Etrusca, sempre allo scopo di contenere il decadimento del gusto e di contrastare l'arte ufficiale che giudicava fedele ai dettami della politica e basata sulla difesa ostinata e cieca della tradizione. Un altro tentativo di Costa si chiamò Golden Club e durò un paio d'anni. Egli si apriva sempre alle più avanzate correnti di arte europea, soprattutto a quelle inglesi, svizzere e tedesche.
Aderirono alla associazione In arte libertas artisti in qualche modo dissidenti, come Vincenzo Cabianca, Onorato Carlandi, Giuseppe Cellini, Cesare Formilli, Alessandro Morani, Alfredo Ricci, e poi Alessandro Castelli, Norberto Pazzini, Giuseppe Raggio, Lemmo Rossi-Scotti, Luigi Serra e Gaetano Vannicola.
Castelli ritraeva con accento romantico gli ampi paesaggi della campagna romana; Cabianca colorava di fresche e poetiche suggestioni la sua impostazione da macchiaiolo; Onorato Carlandi avvertiva del senso di solitudine, di desolazione dell'agro romano; Mario de Maria realizzava il paesaggio simbolista, alla fredda luce della luna, con effetti quasi inquietanti.

### Mostre dell'associazioneIn arte libertas
La prima mostra della associazione In arte libertas viene organizzata a Roma nel 1886 ed è ospitata nello studio di un pittore, in Via San Niccolò di Tolentino. Costa presenta sei dipinti, ma il pubblico si entusiasma per la novità espressa dal pittore di Mario de Maria.
Nel 1887, a Roma, la seconda mostra dei pittori aderenti a In arte libertas è nello studio di Scipione Vannutelli, a Palazzo Pamphilj in Piazza Navona. Costa ha dodici opere. La mostra è inaugurata da Michele Coppino, ministro per la Pubblica Istruzione ed è visitata dalla Regina Margherita.
A maggio 1888, a Londra, all'Italian Exhibition dell'Earl's Court, è presente un gruppo consistente di artisti di In arte libertas. Costa espone un ritratto di sua figlia Giorgina e uno di Dorothy Dene, musa ispiratrice di Frederic Leighton. "In arte libertas"  presenta anche opere di artisti non italiani: Jean-Baptiste Camille Corot, Edward Burne-Jones, il preraffaellita Dante Gabriele Rossetti e il simbolista svizzero Arnold Böcklin, amante di Fiesole.
Nel 1889 il gruppo In arte libertas, tra cui sono compresi Francesca Drage, un'allieva di William Blake Richmond, Leighton e Lisa Stillman, espone a Roma con gli Amatori e Cultori, in via Nazionale.
Il 1890 è l'anno in cui In arte libertas si dà uno statuto, in diciassette articoli, concernenti semplici norme cui gli associati devono sottostare. Tra i soci ci sono Vincenzo Cabianca, Cesare Formilli, Alessandro Morani, Norberto Pazzini, Raimondo Pontecorvo (attivo dal 1880 al 1925), Edoardo Gioja, Giuseppe Raggio, Alfredo Ricci, Lemmo Rossi-Scotti, Enrique Serra (1859-1918) e Gaetano Vannicola.
Alla mostra partecipano: Alfred Gilbert, Lisa e Marie Stillman, Leighton e, forse, Edith Murch, Matthew Ridley Corbet e George Howard. Sono esposte anche opere di Giovanni Fattori, di Giovanni Segantini, di Telemaco Signorini, di Napoleone Parisani e di Cesare Maccari. Vi sono mescolate opere di Dante Gabriele Rossetti, di Edward Burne-Jones, di Franz von Lenbach, di Charles François Daubigny (1817-1878), di Ernest Hébert, di Pierre Puvis de Chavannes (1824-1898) e di John Singer Sargent (1856-1925).
La mostra dell'anno 1891 di In arte libertas si arricchisce di opere di Matthew Ridley Corbet, di Leighton, di Marie e di Lisa Stillman. Costa presenta 33 opere pittoriche e una mezzatinta, tirata da Frank Short. Alla mostra del 1893 sono presenti anche Lisa Stillman e Richmond.
Il 19 dicembre 1899, storica riunione dei soci di In arte libertas: Giulio Aristide Sartorio propone che il gruppo partecipi unito all'Esposizione Internazionale di Parigi del 1900, come era già successo alla mostra di Venezia del 1899. 
Nel 1901 si svolge la penultima esposizione di In arte libertas. Costa presenta Il calar della luna sul Mar Tirreno ed è presente il pittore e acquarellista Nazzareno Cipriani che espone anche nel 1902, anno dell'ultima mostra del gruppo In arte libertas.

### Carattere della associazione
Ogni aderente alla associazione In arte libertas aveva diritto alla completa libertà di espressione artistica e a utilizzare le tecniche che preferiva. Schierandosi contro la pittura da cavalletto e da studio, In arte libertas ristabiliva la centralità della pittura dal vero, a contatto diretto con il soggetto da rappresentare, e il soggetto si identificava quasi sempre con la natura, con la vita in campagna, con il duro lavoro dei campi, con gli animali da tiro e da cortile, in breve con il paesaggio agreste: tutto ciò veniva caricato di forti significati simbolici, in sintonia con le tendenze spiritualizzanti e simboliste europee.
L'associazione si sciolse nel 1903, alla morte di Nino Costa. Nel 1904 quasi tutti gli associati italiani aderirono al nuovo gruppo, nato in quell'anno e il cui nome fu suggerito, o forse imposto, da Onorato Carlandi: i XXV della campagna romana. Gli aderenti erano designati con soprannomi ironici, cavati dal mondo animale, in sintonia con l'usanza dei contadini del circondario, i quali sceglievano i loro soprannomi tra i nomi degli animali.
Orfani del padre fondatore Nino Costa, i XXV artisti abbandonarono il vate sublime d'Annunzio e gli preferirono il romanesco Cesare Pascarella, che aveva frequentato l'Accademia di Belle Arti. La domenica disertarono i tavolini del Caffè Greco e riempirono la tavolate dell'osteria fuori porta: i generi pittorici confluivano nella gita sociale e domenicale, in aperta campagna, innaffiata dal vino di Frascati. Fu una stagione lunghissima e ci ha lasciato straordinari capolavori.

### Gli artisti
Ai fondatori Nino Costa, Giulio Aristide Sartorio e Adolfo De Carolis si aggiunsero:
- Maurizio Barricelli
- Vincenzo Cabianca
- Duilio Cambellotti
- Onorato Carlandi
- Alessandro Castelli
- Giuseppe Cellini
- Nazzareno Cipriani
- Enrico Coleman
- Antonio Discovolo
- Mario de Maria
- Cesare Formilli
- Alessandro Morani
- Norberto Pazzini
- Filiberto Petiti
- Raimondo Pontecorvo
- Giuseppe Raggio
- Alfredo Ricci
- Lemmo Rossi-Scotti
- Luigi Serra
- Gaetano Vannicola
- Elihu Vedder (pittore simbolista americano)